# Mezofyty
Mezofyty jsou rostliny vyhledávající mezofilní prostředí, což znamená, ani příliš vlhké jako hygrofyty, ani příliš suché jako xerofyty. Patří sem většina rostlin, např. ovsík vyvýšený (Arrhenatherum elatius), violka vonná (Viola odorata), buk lesní (Fagus sylvatica), zvonek rozkladitý (Campanula patula) a mnoho dalších.

## Společenstva
Společenstev s dominantními mezofyty je mnoho, z lesů to je např. většina typů květnatých bučin (sv. Fagion), dubohabřin (sv. Carpinion), suťových lesů a další. Z nelesních to jsou např. mezofilní ovsíkové louky (sv. Arrhenatherion), poháňkové pastviny (sv. Cynosurion) aj.

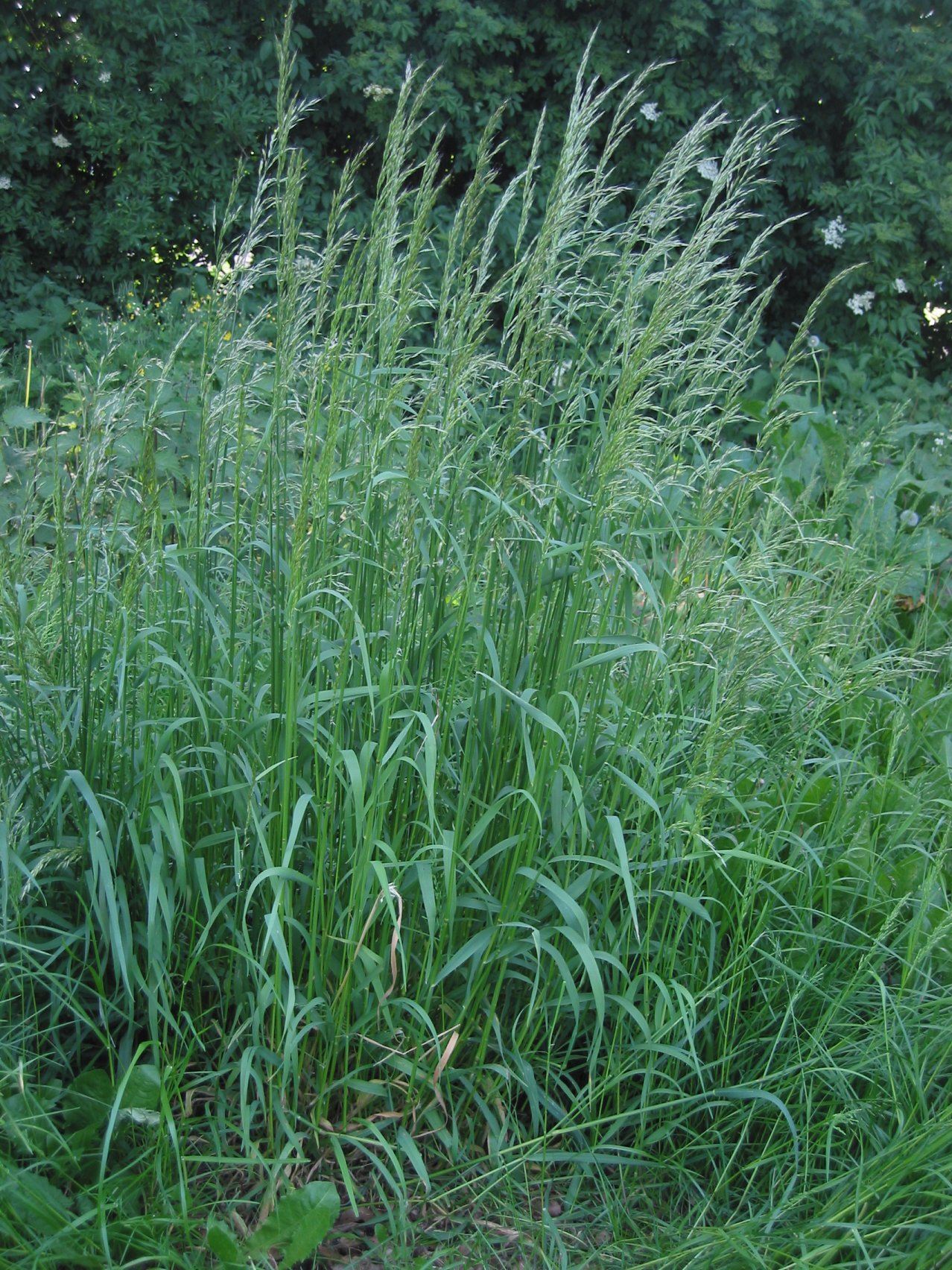
ovsík vyvýšený (Arrhenatherum elatius)
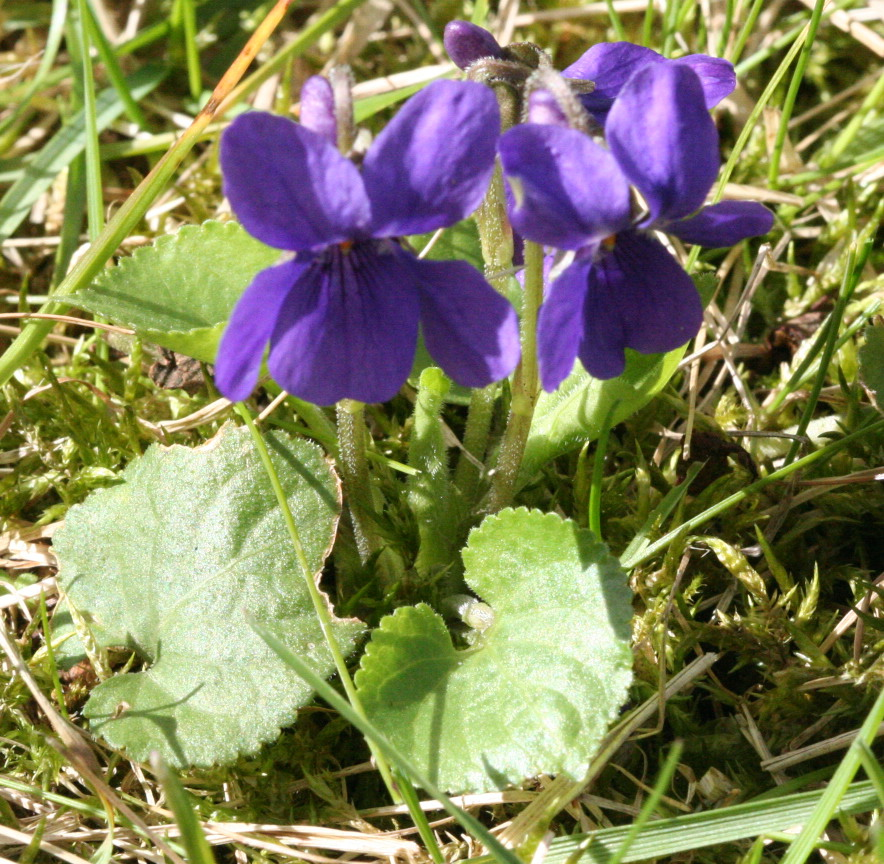
violka vonná (Viola odorata)
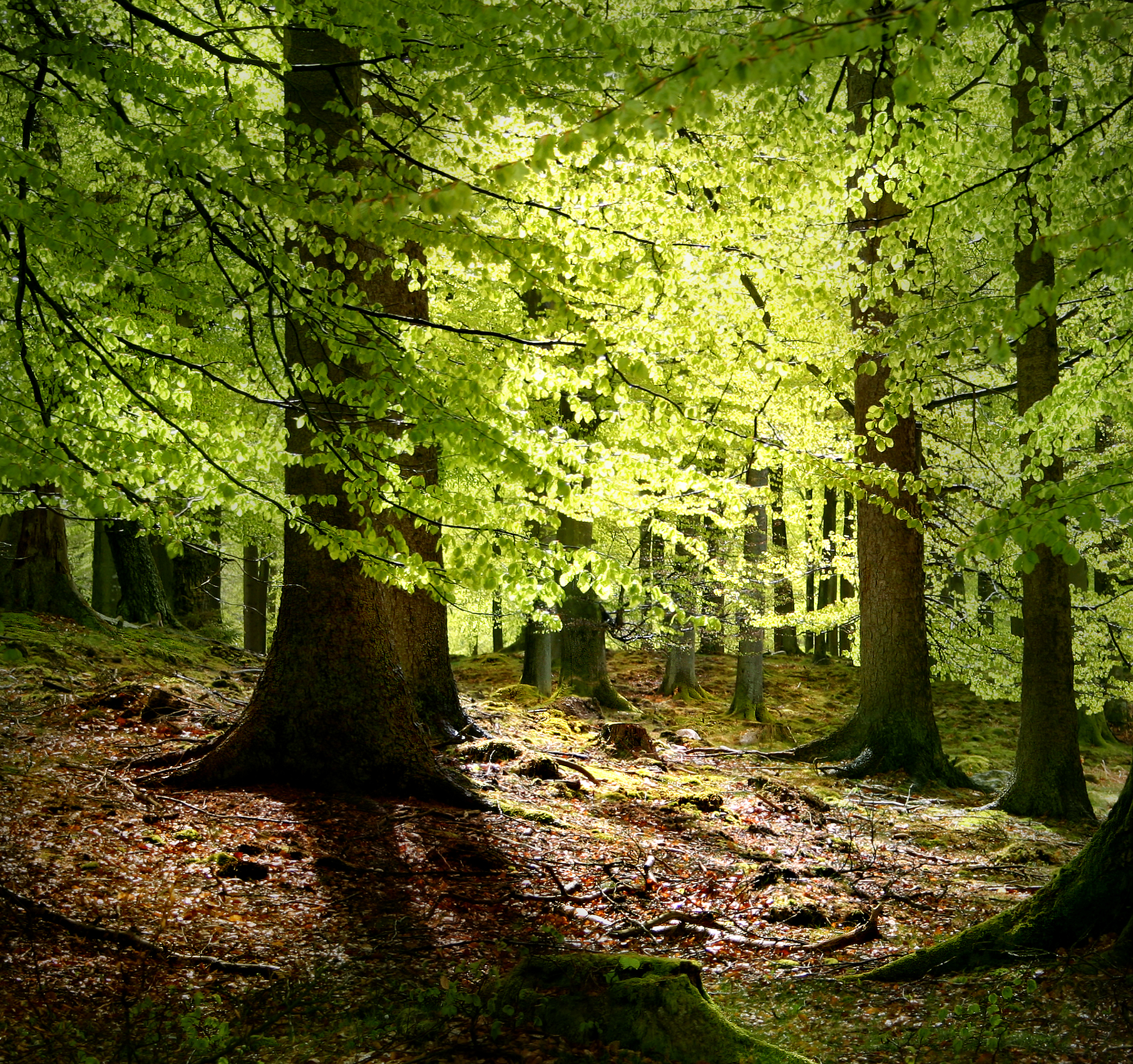
buk lesní (Fagus sylvatica)
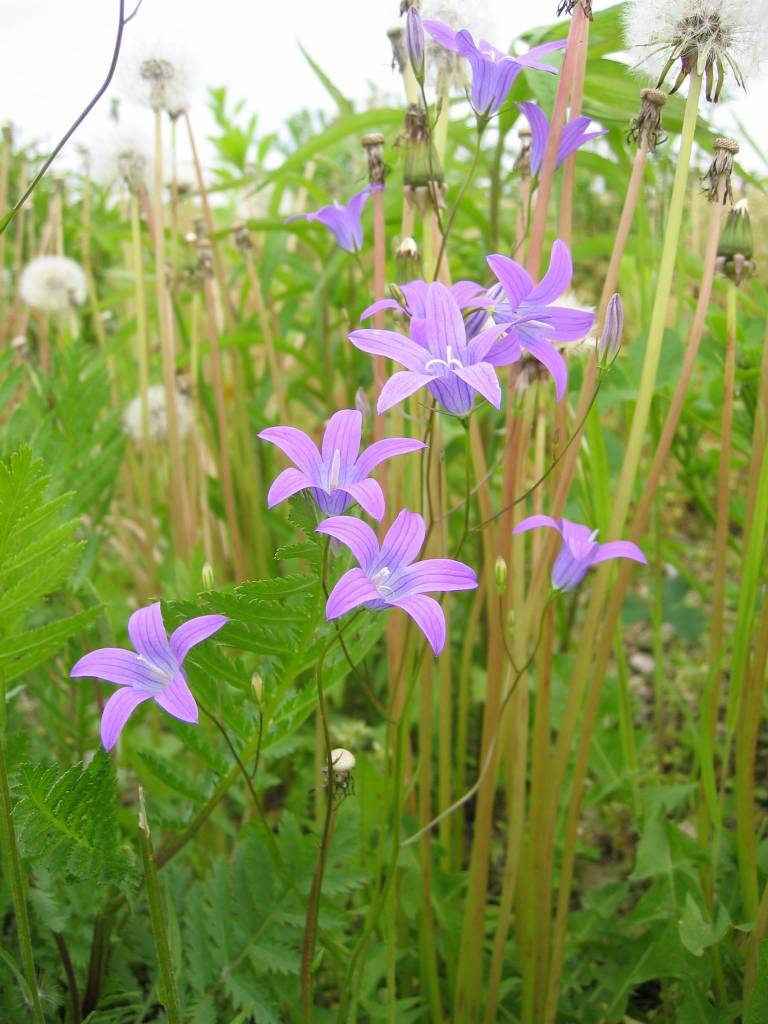
zvonek rozkladitý (Campanula patula)